# Харитонова Віра Федорівна
Харитонова Віра Федорівна (нар. 9 серпня 1954, Челябінськ — † 22 жовтня 2015, Харків) — українська співачка (сопрано), акторка, солістка Харківського академічного театру музичної комедії , Заслужена артистка України (1988), Лауреат творчої премії ім. В. Чистякової харківського міськвиконкому за кращу акторську роботу року (2004), доцент, викладач.

## Біографія
У 1982 році закінчила Харківський інститут мистецтв ім. І. П. Котляревського за спеціальністю «сольний спів», отримала кваліфікацію оперної, концертної співачки, викладача. Була керівником вокально-хорового колективу харківського Будинку культури ім. Леніна (1981–1982). Почала сценічну діяльність в Харківському театрі музичної комедії як солістка-вокалістка, виконувала майже усі провідні партії в постановках театру. У 2004 році актриса отримала премію ім. Валентини Чистякової. Віра Харитонова була виконавицею не тільки партій класичної оперети, а також мюзиклів та музичних комедій.
У 2003—2015 роках артистка працювала на посаді доцента кафедри українського народного співу у Харківській державній академії культури; доцентом кафедри вокально-хорової підготовки вчителя Харківської гуманітарно-педагогічної академії (2011—2014); у 2007—2015 роках викладала естрадно-джазовий вокал, спів з естрадним ансамблем на кафедрі музичного мистецтва естради та джазу (від 2010 року — доцентом) Харківського національного університету мистецтв імені Івана Котляревського. Серед її студентів є лауреати та дипломанти виконавських конкурсів.
Співачка у співавторстві з музикантом — заслуженим діячем мистецтв України Олександром Скляровим — задумала і втілила низку сольних концертних програм. Співачка представила багато концертних програм у Харківській обласній філармонії.Серед них — «В ритмі вальсу» (1998), «Любви прекрасные мгновенья» (1998, 2007), «Возвращение романса» (2003–2006), «Когда душа поет» (2005), «Храни меня мой талисман» (2007) та інші. Неодноразово Віра Харитонова демонструвала культуру України за кордоном, її тепло вітали шанувальники музики в Австралії, Німеччині, Угорщині.
Нагороджена Почесним золотим знаком за неоціненний внесок у розвиток Харківського академічного театру музичної комедії у 2008 році.
Пішла з життя 22 жовтня 2015 року на 62-му році після тривалої хвороби. Похована в Харкові на 13-му кладовищі.
Дошку на честь В. Ф. Харитонової встановлено 15 червня 2017 року на будинку, де акторка мешкала і працювала, за адресою вулиця Волонтерська, 56 Холодногірського району у Харкові. Ініціатором створення меморіальної дошки виступив театр музкомедії, якому Віра Харитонова присвятила майже 30 років свого життя. Автором дошки став заслужений художник України Катіб Мамедов. За словами скульптора, рельєф був відлитий із бронзи і ліпився близько півроку.

## Ролі
Адель «Летюча миша», Арсена «Циганський барон», Кетті «Моя дружина — брехуха», Фея «Попелюшка», Уляна «Сватання на Гончарівці», Парася «Сорочинський ярмарок», Одетта «Баядера», Галатея «Прекрасна Галатея», Саффі «Циганський барон», Розалінда «Летюча миша», Теодора «Принцеса цирку», Роз-Марі «Роз-Марі», Ганна Главарі «Весела вдова», Сільва «Сільва», Едіт Флавон «Вальс кохання», Маріца «Маріца».

## Основні праці
- Харитонова В. Ф. О. П. Мішуга — видатний співак та вокальний педагог / В. Ф. Харитонова // Культура України. — Харків : ХДАК, 2005. — Вип. 16 : Мистецтвознавство. Філософія. — С. 209–214.

- Застосування системи Крістін Лінклейтер у вокальній педагогіці : метод. розробка до курсу «Сольний спів» / Харків. держ. акад. культури ; уклад. В. Ф. Харитонова. — Харків : ХДАК, 2006. — 18 с.

- Харитонова В. Ф. Народнопісенна творчість як джерело формування музично-драматичного національного театру / В. Ф. Харитонова // Культура України : зб. наук. пр. / М-во культури і туризму України, Харків. держ. акад. культури, [Акад. мистец. України, Ін-т культурології ; редкол.: В. М. Шейко (відп. ред.) та ін. ; передм. В. М. Шейка]. — Харків : ХДАК, 2008. — Вип. 25. — С. 242–249.
- Харитонова В. Ф. І. С. Паторжинський — видатний співак, актор, педагог / В. Ф. Харитонова // Культура України : зб. наук. пр. / М-во культури України, Харків. держ. акад. культури, [Акад. мистец. України, Ін-т культурології ; редкол.: В. М. Шейко (відп. ред.) та ін.] ; за заг. ред. В. М. Шейка. — Харків : ХДАК, 2011. — Вип. 34. — С. 274–282.
- Харитонова В. Ф. «Моя жизнь — оперетта» : [М. И. Свирская] / В. Ф. Харитонова // Культурологія та соціальні комунікації : інноваційні стратегії розвитку : матеріали міжнар. наук. конф. (22-23 листоп. 2012 р.) / М-во культури і туризму України, Харків. держ. акад. культури, Акад. мистецтв України, Ін-т культурології, Упр. культури і туризму Харків. облдержадмін. ; [редкол.: В. М. Шейко та ін.]. — Харків : ХДАК, 2012. — С. 330–331.
- Харитонова В. Ф. Оперна творчість М. В. Лисенка на харківській сцені / В. Ф. Харитонова // Культура України : зб. наук. пр. / М-во культури України, Харків. держ. акад. культури, [Акад. мистец. України ; редкол.: В. М. Шейко (відп. ред.) та ін.] ; за заг. ред. В. М. Шейка. — Харків : ХДАК, 2012. — Вип. 38. — С. 235–245.
- Харитонова В. Ф. «Запорожець за Дунаєм» на харківській сцені (до 200-річчя від дня народження С. С. Гулака-Артемовського) / В. Ф. Харитонова // Культура України : зб. наук. пр. / М-во культури України, Харків. держ. акад. культури ; редкол.: В. М. Шейко (відп. ред.) та ін.] ; за заг. ред. В. М. Шейка. — Харків : ХДАК, 2013. — Вип. 43. — С. 230–234.

- Харитонова В. Ф. Творчість Т. Г. Шевченка в оперному жанрі / В. Ф. Харитонова // Культура України : зб. наук. пр. / М-во культури України, Харків. держ. акад. культури ; [редкол.: В. М. Шейко (відп. ред.) та ін.] ; за заг. ред. В. М. Шейка. — Харків : ХДАК, 2014. — Вип. 46. — С. 252–259.
- Харитонова В. Ф. Про роль концертмейстера в опереті / Харитонова В. Ф. // Актуальні питання сучасного соціогуманітарного знання: матеріали V Міжвуз. наук.-практ. семінару, 23 січ. 2014 р. / М-во освіти і науки України, Нац. аерокосм. ун-т ім. М. Є. Жуковського «Харків. авіац. ін-т» ; [голов. ред. і уклад. Прилуцька А. Є.]. — Харків : ХАІ, 2014. — С. 64–65.